# Stop Stop Stop
"Stop Stop Stop" är en låt lanserad av The Hollies 1966. Den är skriven av gruppmedlemmarna Allan Clarke, Tony Hicks och Graham Nash. Singeln blev framgångsrik på båda sidor av Atlanten. I USA släpptes gruppens album For Certain Because... under titeln Stop! Stop! Stop! på grund av låtens popularitet där.
Mest prominent med låten är Tony Hicks banjospel och den något orient-inspirerade takten. Låten var en omskriving av "Come On Back" som gruppen tidigare spelat in som b-sida till singeln "We're Through".

## Medverkande
- Allan Clarke — sång
- Tony Hicks — banjo, gitarr, sång
- Graham Nash — gitarr, sång
- Bobby Elliott — trummor
- Bernie Calvert — basgitarr

## Listplaceringar
| Lista (1966)   | Position              |
| -------------- | --------------------- |
| Australien     | 11 (Go Set)           |
| Danmark        | 4 (DR "Top 20")       |
| Finland        | 9                     |
| Flandern       | 8                     |
| Irland         | 5                     |
| Kanada         | 1 (RPM)               |
| Nederländerna  | 5                     |
| Norge          | 4                     |
| Nya Zeeland    | 1 (NZ Listner)        |
| Storbritannien | 2                     |
| Sverige        | 4 (Kvällstoppen)      |
| Sverige        | 5 (Tio i topp)        |
| USA            | 7 (Billboard Hot 100) |
| Vallonien      | 23                    |
| Västtyskland   | 4                     |